# 达尔佳·纳桑扎尔嘎勒
达尔佳·纳桑扎尔嘎勒（？—）蒙古国人，蒙古国政治人物。

## 生平
2000年8月9日，被任命为恩赫巴亚尔内阁的食品和农牧业部部长。当时2000年夏季蒙古国刚刚遭受特大旱灾，而此前1999年蒙古国粮食产量仅17万吨。2000年11月28日，食品和农牧业部部长纳桑扎尔嘎勒在国家大呼拉尔会议上通报称，2000年蒙古国粮食产量将仅为13.8万吨，较原计划减产7.2万吨，是自1950年代蒙古发展种植业以来粮食产量最少的年份。2001年，蒙古国多个地方发生口蹄疫，2001年7月23日在乌兰巴托举行中国政府向蒙古国政府无偿提供消毒液和药物喷洒车的交接仪式，中国驻蒙古大使黄家骙和蒙古国食品和农牧业部部长纳桑扎尔嘎勒在交接证书上签字。